# L'Arringatore

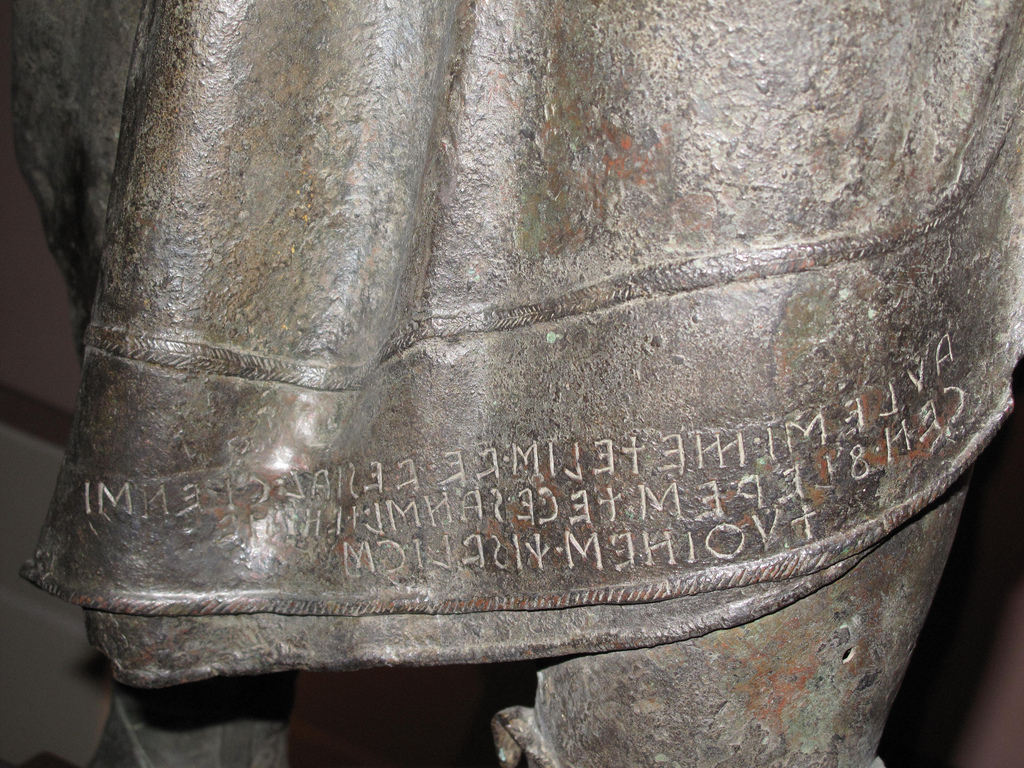
Inscription en étrusque sur le bord inférieur de la toge.

L'Arringatore (ou l'Orateur) est une sculpture étrusque en bronze de 179 cm, datée du début du Ier siècle av. J.-C., découverte près du lac de Trasimène en Ombrie en 1566, et conservée au musée archéologique national de Florence.

## Historique
Elle fut trouvée  par un paysan dans le terrain de sa vigne (à Sanguineto sur la rive nord du  lac de Trasimène ou à Pila près de Pérouse) en 1566, ; Giorgio Vasari la présenta lui-même au duc de Toscane (futur grand-duc Médicis Cosme Ier de Toscane), elle fut intégrée alors à  ses collections privées, resta au Palais Pitti jusqu'en 1588 puis fut transférée dans la galerie des sculptures des Offices, et enfin au Musée archéologique national de Florence en 1871 (en 2010, dans la salle des grands bronzes avec la Chimère d'Arezzo).
Vasari la cite, en écrivant dans une lettre du  20 septembre 1566, à  Borghini : « Il Duca ha avuto una statua di bronzo intera che non gli manca niente, d'uno Scipione Minore [...] di braccia 3 incirca in atto di locuzione. »

## Description
La statue mesure 179 cm. Elle est fondue en bronze, selon la technique de la cire perdue, et  construite en sept parties (creuses sauf pour les jambes pour sa stabilité). La statue est le portrait d'un personnage en tunique et en toge. Une inscription en étrusque, gravée sur la matrice avant la fonte, y figure sur le bord inférieur de la toge : auleśi meteliś ve[luś] vesial clenśi / cen flereś tece sanśl tenine / tu θineś χisvlicś. Cette inscription honorifique et votive donne le nom du personnage qui a érigé la statue, Aule Meteli (en latin Aulus Metelus), et le lieu de son érection, un sanctuaire de « Tece Sans ».
Si l'Arringatore appartient encore au milieu culturel étrusque, certains éléments comme le costume et le réalisme du visage sont propres au monde romain. Cette statue pourrait montrer la romanisation progressive de l'aristocratie étrusque.
La  main du personnage debout, tendue vers le public, ou le ciel, est disproportionnée (une habitude stylistique de la statuaire étrusque) pour rendre l'intention plus évidente.

## Interprétations
Sa désignation d'Arringatore (orateur ou harangueur) lui vient de sa posture : le bras gauche vers le bas de son vêtement et le droit levé la main en avant, à l'intention du public venu l'écouter.
Il pourrait également s'agir d'une posture de prière par l'aspect dédicatoire de l'inscription en faveur de Tece Sans et son emplacement dans un sanctuaire.

## Sources
- Page de libero.it comportant les détails des noms des éléments vestimentaires

## Annexe